# Akàpovo
Akàpovo (en rus: Акапово) és un poble de l'óblast de Riazan, a Rússia, segons el cens del 2010 tenia 11 habitants.